# Nemanja Nikolić (labdarúgó, 1988)
Nemanja Nikolić (cirill betűkkel: Немања Николић, Valjevo, Jugoszlávia, 1988. január 1.) szerb-montenegrói labdarúgó. Jelenleg a Kolubara játékosa.

## Pályafutása

### Klubcsapatokban
Nikolić Szerbiában kezdte pályafutását az Crvena zvezda csapatában. A következő években a Spartak Suboticához és a montenegrói Grbaljhoz igazolt. 2011-ben a városi rivális OFK Beograd egyesületénél játszott. 2013-ban Fehéroroszországba ment az Dinama Minszk csapatához. 2015 nyarán a bajnoki rivális BATE Bariszavhoz igazolt, ahol 2015 szeptemberében debütált a Bajnokok Ligájában. 2016 februárjában az izraeli Hapóel Tel Aviv igazolta le.
2020. július 30-án Nikolić kétéves szerződést írt alá a boszniai élvonalbeli Tuzla Cityvel.[5] Augusztus 23-án debütált a klubban az Olimpik elleni bajnoki mérkőzésen. Nikolić 2021 januárjában hagyta el a Tuzla Cityt, miután felbontotta szerződését a klubbal.

### A válogatottban
Nikolics először az U-21-es válogatottban játszott. 2009-ben került be először a felnőtt válogatottba. 2009 augusztusában a Wales elleni barátságos mérkőzésen mutatkozott be. Összesen 12 mérkőzésen kapott játéklehetőséget. Az utolsó válogatott mérkőzése a 2016. októberi labdarúgó-világbajnokság selejtező mérkőzésén volt Kazahsztán ellen.

## Sikerei, díjai

### Klubcsapatokkal
Crvena zvezda
- Szerb kupa: 2009–10

 BATE Bariszav
- Fehérorosz bajnokság: 2015

## Fordítás
- Ez a szócikk részben vagy egészben  a   Nemanja Nikolić (footballer born 1988) című angol Wikipédia-szócikk fordításán alapul.  Az eredeti cikk szerkesztőit annak laptörténete sorolja fel. Ez a jelzés csupán a megfogalmazás eredetét és a szerzői jogokat jelzi, nem szolgál a cikkben szereplő információk forrásmegjelöléseként.